# Cerdic

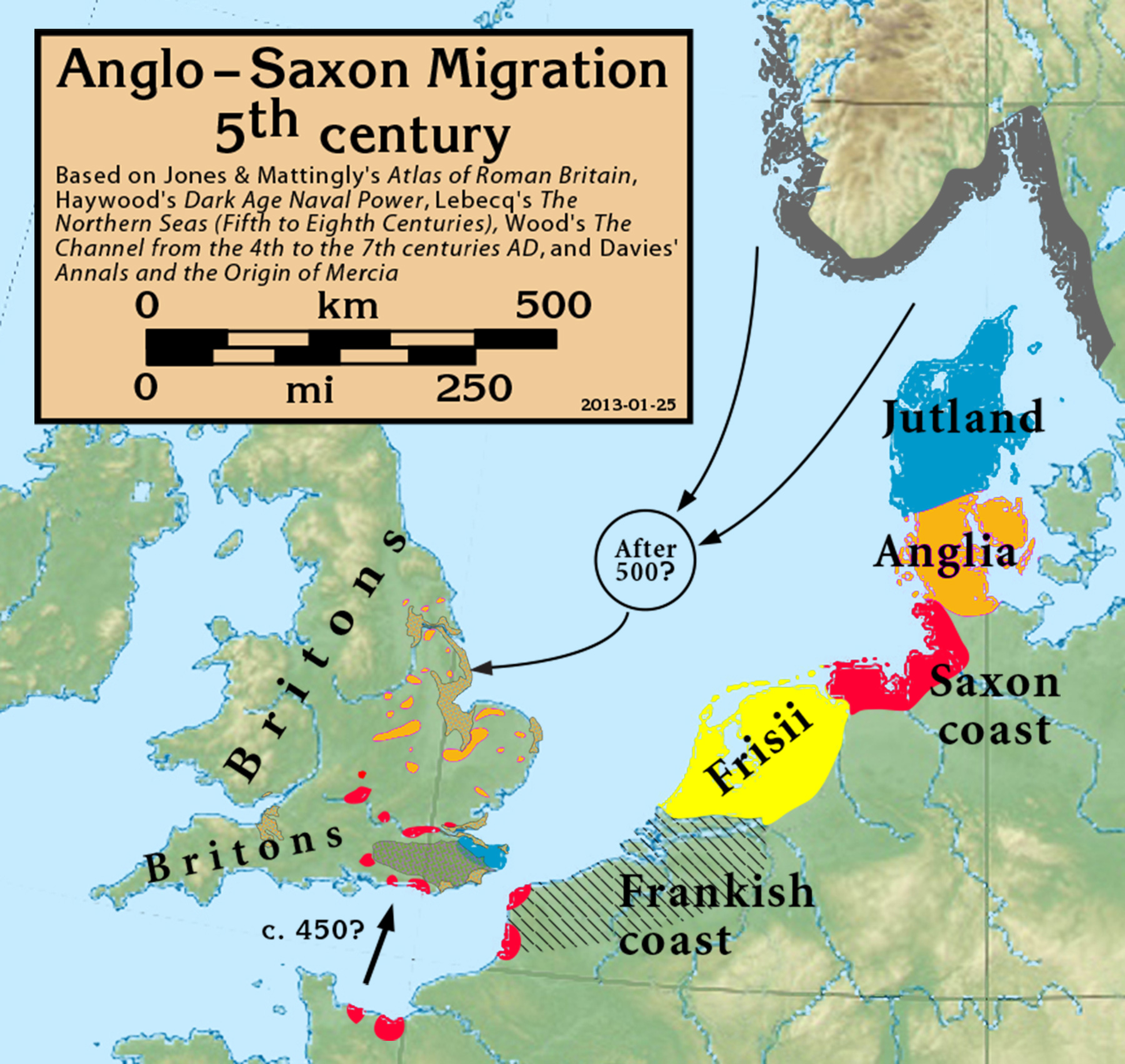
Angelsächsische Migration im 5. Jahrhundert

Cerdic (auch Ceartic, Certic; † 534/554) war im frühen 6. Jahrhundert König der Gewissæ, einer Volksgruppe, die im 7. Jahrhundert als „Westsachsen“ das angelsächsische Königreich Wessex bildete.

## Forschungsstand

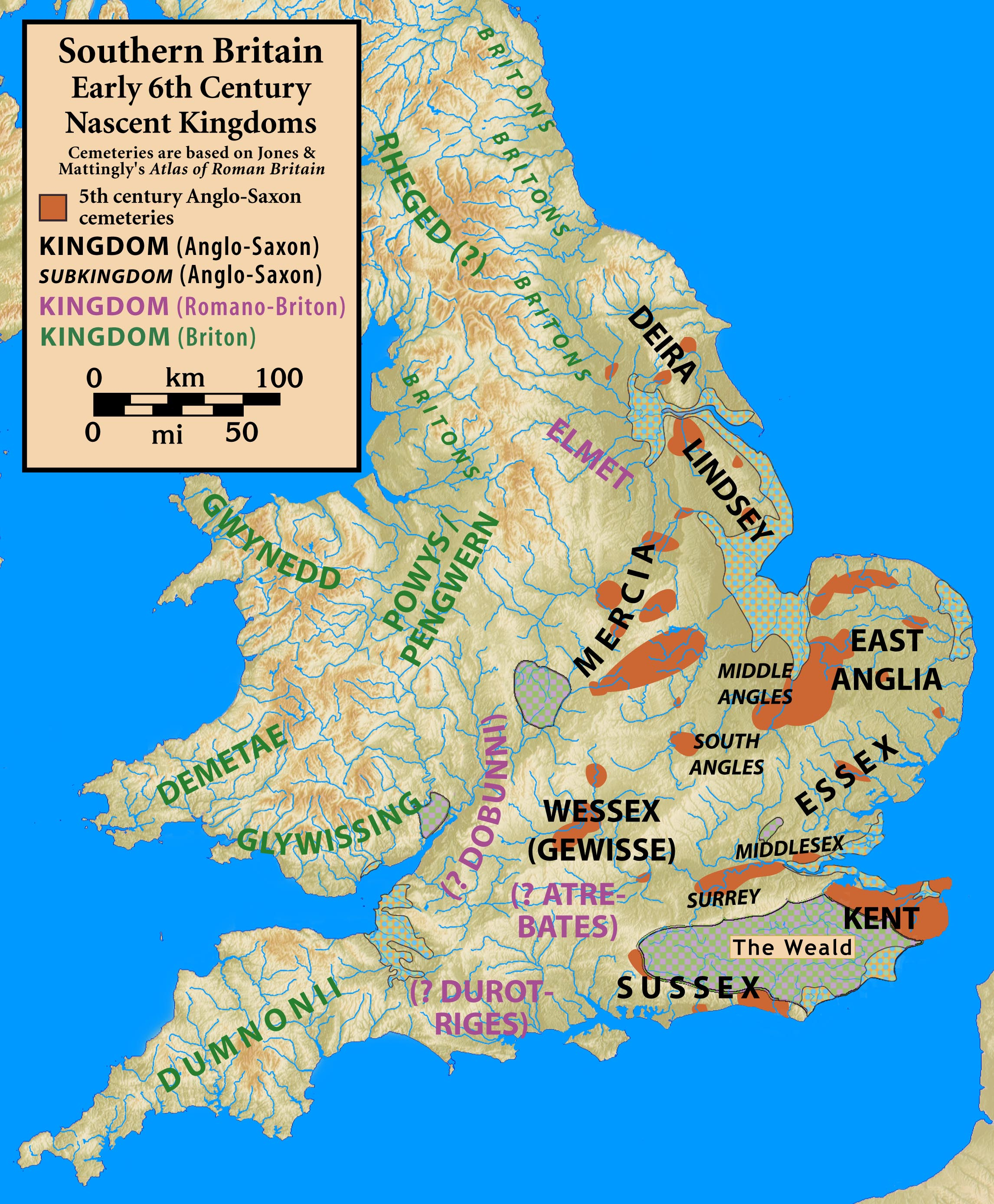
England im frühen 6. Jahrhundert